# Edifici d'habitatges al carrer Major, 11 (Terrassa)
L'edifici d'habitatges al carrer Major, 11 és una construcció del centre de Terrassa, inclòs a l'Inventari del Patrimoni Arquitectònic de Catalunya.

## Descripció
És un edifici d'habitatges de planta rectangular, situat a la confluència del carrer Major i el del Forn. Està format per planta baixa i dos pisos. Té el parament de la cantonada arrodonit. Hi ha un tractament diferenciat de la planta baixa, revestida de plaques de granit, i separada dels pisos per una línia d'imposta.

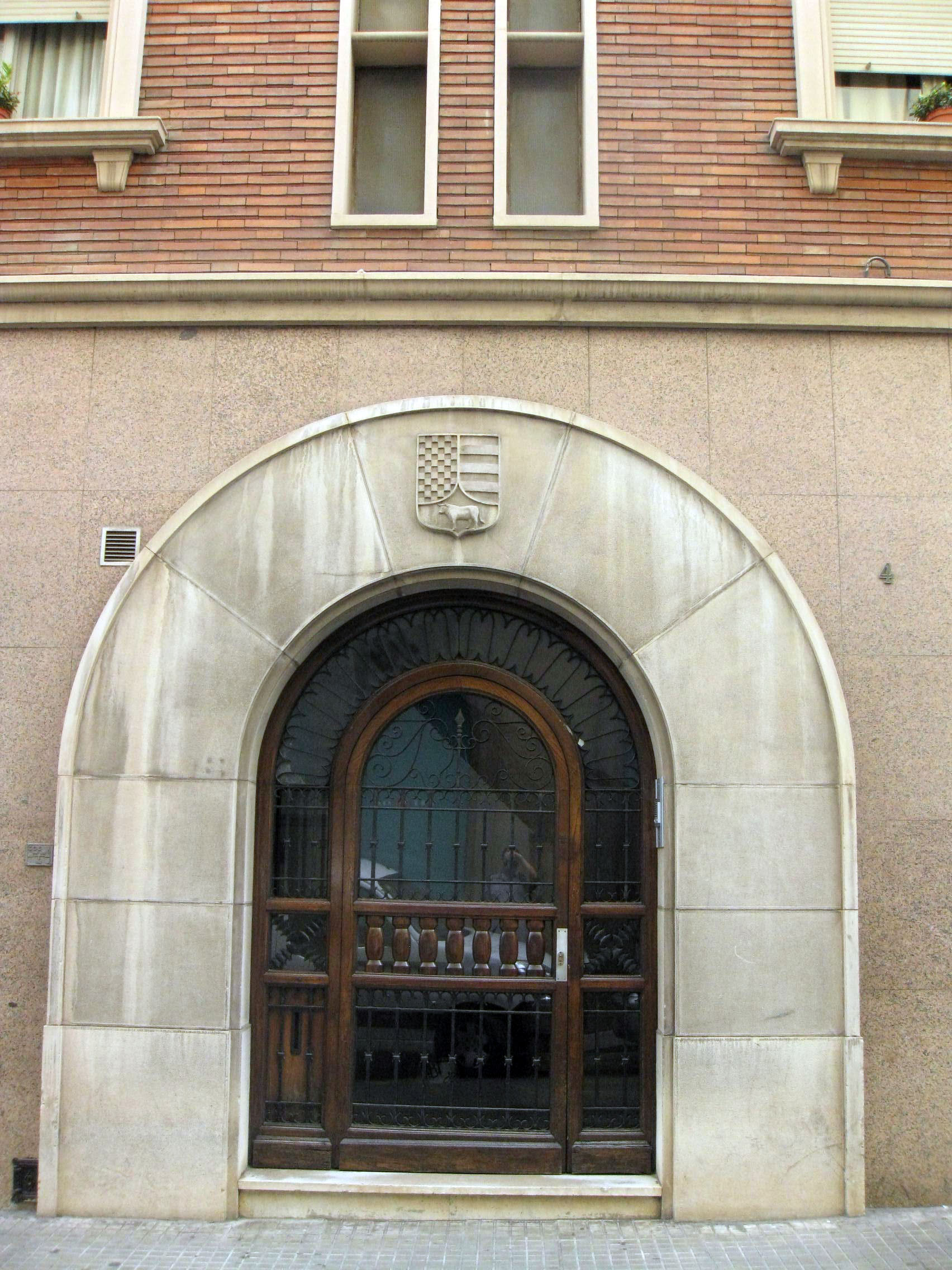
Detall del portal de l'edifici, al carrer del Forn

La façana del carrer Major té balcons de dues obertures emmarcats per un plafó de pedra artificial. La façana del carrer del Forn és de composició simètrica, amb un portal centrat d'arc de mig punt i dos grups de tribunes de pedra artificial als pisos superiors, a banda i banda del nucli d'escales central. La resta del parament és de maó vist. El coronament de l'edifici és amb una cornisa. Adossat a l'extrem de la façana del carrer del Forn hi ha un cos a nivell de planta baixa i pis amb una terrassa galeria.

## Història
L'edifici fou construït l'any 1941 per l'arquitecte Ignasi Escudé. És un dels edificis bastits per aquest arquitecte al carrer Major després del seu eixamplament a partir de l'any 1927.